# Верхня Барабановка
Верхня Бараба́новка (рос. Верхняя Барабановка, башк. Үрге Барабановка) — присілок у складі Янаульського району Башкортостану, Росія. Входить до складу Максимовської сільської ради.
Населення — 196 осіб (2010; 257 у 2002).
Національний склад:
- удмурти — 98 %